# Stefano Onorato Ferretti
Stefano Onorato Ferretti (Génova, 1640 – Génova, 19 de agosto de 1720) foi o 138.º Doge da República de Génova e rei da Córsega.

## Biografia
Mais próximo de uma política republicana "conservacionista", em oposição a uma visão de um Estado genovês mais moderno e aberto a cenários futuros, Stefano Onorato Ferretti conseguiu obter uma significativa maioria de votos nas eleições de 22 de agosto de 1705; como Doge, ele também foi investido no cargo bienal de rei da Córsega. O mandato, o nonagésimo terceiro na sucessão bienal e o centésimo trigésimo oitavo na história republicana, terminou a 22 de agosto de 1707. Entre os eventos importantes que ocorreram durante o seu mandato ocorreu a passagem e recepção em Génova do duque Victor Amadeus II de Sabóia.